# Hrehory Hrehorowicz Ościk
Hrehory (Grzegorz) Hrehorowicz Ościk (zm. 18 czerwca 1580) – magnat, marszałek nadworny litewski.

## Zdrada Ościka
Według Teodora Narbutta był synem lub wnukiem wojewody trockiego, Grzegorza Hrehorowicza, zmarłego w 1544 roku podczas sejmu w Brześciu.
Hrehory Ościk prowadził od 1574 korespondencję z przyszłym carem Fiodorem I, a w 1580 spotkał się z posłem moskiewskim Naszczokiem, któremu wyjawił tajne informacje. Porozumienie z wrogiem zostało ujawnione przez pijanego służącego Ościka; szlachcica uwięziono nie zważając na przywilej neminem captivabimus nisi iure victum. W czasie śledztwa okazało się, że dodatkowo Ościk fałszował dokumenty i monety, a każde z tych przestępstw było zagrożone najsurowszym wymiarem kary. Oskarżony przyznał się do winy, został skazany na karę śmierci, pozbawiony czci i majątku; dekapitację przeprowadzono  w sobotę, 18 czerwca 1580 r.
Sprawa Ościka jest jednym z najbardziej znanych szesnastowiecznych procesów szlachciców oskarżonych o zdradę. Historyk Maria Łowmiańska oraz historyk prawa Adam Lityński uważają, że proces ten przeprowadzono bez poszanowania obowiązującego prawa, analogicznie problem ten ocenia Henryk Lulewicz. Z kolei Marian Mikołajczyk uważa, że naruszenie przywileju neminem captivabimus było koniecznością ze względu na to, iż tego typu przestępstwa stawały się coraz bardziej niebezpieczne dla słabnącej Rzeczypospolitej.
Sprawa ta była jeszcze poruszana z powodu zbliżonej sprawy Krzysztofa Zborowskiego na sejmie w 1585. Pod wpływem egekucji powstał utwór Lament Hrehorego Ościka.
Majątek Ościka ulegał przepadkowi wedle II statutu litewskiego, sejm 1581 postanowił odstąpić od tego surowego przepisu w interesie syna Hrehorego, Jana.